# Беца Степан Степанович
Степа́н Степа́нович Бе́ца (29 квітня 1970, Мукачеве — 21 грудня 1992, Дніпропетровськ, нині Дніпро, Україна) — колишній український футболіст, півзахисник. Майстер спорту (1991). Трагічно загинув у автокатастрофі.

## Життєпис

### Кар'єра гравця
Степан Беца народився у Мукачеві, проте перші серйозні кроки у великий футбол почав робити у Дніпропетровську. 1987 рік приніс перший трофей у недовгій спортивній кар'єрі Степана — Беца разом з партнерами по дублю «Дніпра» став переможцем першості Радянського Союзу серед дублюючих складів. Однак пробитися до основи дніпропетровського клубу на той час було вкрай складно, тож Степан вирішив спробувати свої сили в іншій команді задля отримання ігрової практики.
Наступний сезон Беца розпочав у складі «Шахтаря» з Горлівки, що виступав у другій лізі чемпіонату СРСР, проте відіграв там лише півсезону, перебравшись до Сімферополя. Місцева «Таврія» на той час боролася за місця у середній частині турнірної таблиці першої ліги, і новачок каші не зіпсував, продемонструвавши неабиякий потенціал.
Після «Таврії» Степан опинився у запорізькому «Металурзі», що виступав у одному дивізіоні із його попереднім клубом. Провівши досить потужний сезон у Запоріжжі, перспективний футболіст привернув до себе увагу селекціонерів київського «Динамо», у якому саме мала відбутися зміна поколінь.
Кар'єра Беци у Києві розвивалася доволі стрімко — у 1990 році він ще раз отримав золоті нагороди за перемогу в чемпіонаті СРСР серед дублюючих складів, а вже у 1991 став незамінним гравцем основи київського клубу (дебютував у основному складі молодий півзахисник 11 березня 1991 року у матчі проти московського «Торпедо» (1:3)). У тому сезоні більше матчів, ніж Степан, у чемпіонаті не провів ніхто з динамівців. Не змінився стан справ і з початком чемпіонатів України.

### Смерть
21 грудня 1992 р. автокатастрофа забрала життя одразу двох молодих українських футболістів — київського динамівця Степана Беци і гравця «Дніпра» Олексія Саська. Перше коло українського чемпіонату підійшло до кінця, футболісти були у відпустці, і Степан вирішив з'їздити до Дніпропетровська. Як зазначав пізніше у своєму інтерв'ю Володимир Шаран, вони виїхали з Києва на двох машинах, проте Шаран завернув у бік Кривого Рогу, а Беца й Сасько поїхали до Дніпропетровська. Через деякий час зателефонувала дружина Степана і повідомила, що він у реанімації (Олексій Сасько загинув на місці події). На третій день перебування в лікарні Степан Беца помер. За деякими даними, аварія сталася через те, що авто на швидкості близько 120 км/год потрапило на зледенілу ділянку дороги, водій не впорався з керуванням і в'їхав у дерево.

## Досягнення
Дніпро (Дніпропетровськ)
- Переможець чемпіонату СРСР серед дублюючих складів (1): 1987

 /  Динамо (Київ)
- Чемпіон України (1): 1992/93
- Срібний призер чемпіонату України (1): 1992
- Володар Кубка України (1): 1992/93
- Переможець чемпіонату СРСР серед дублюючих складів (1): 1990